# Municipio de San Pedro Pochutla
El municipio de San Pedro Pochutla es uno de los 570 municipios en que se encuentra dividido el estado mexicano de Oaxaca, su cabecera es la población del mismo nombre.

## Geografía
El municipio de San Pedro Pochutla se encuentra al sur del estado, prácticamente en el centro de la costa oaxaqueña en el océano Pacífico; pertenece por tanto a la región Costa y al distrito de Pochutla, que recibe el nombre de su cabecera. 
Tiene una extensión territorial total de 446 498 kilómetros cuadrados que equivalen al 0.49% de la extensión total del estado, siendo sus coordenadas geográficas extremas 15°39′ - 15°56′ de latitud norte y 96°15′ - 96°32′ de longitud oeste. La altitud fluctúa entre un máximo de 1400 y un mínimo de 0 metros sobre el nivel del mar.
Limita al oeste con el municipio de Santa María Tonameca, al noroeste con el municipio de Candelaria Loxicha, al norte con el municipio de Pluma Hidalgo y el municipio de San Mateo Piñas y al este con el municipio de Santa María Huatulco. El sur de su territorio está constituido por su costa en el océano Pacífico.

## Demografía
La población total del municipio de acuerdo con el Censo de Población y Vivienda realizado en 2020 por el Instituto Nacional de Estadística y Geografía, es de 48 204 habitantes.
La densidad de población asciende a un total de 108.3 personas por kilómetro cuadrado.

### Localidades
El municipio se encuentra formado por 133 localidades, las principales y su población de acuerdo al censo de 2020 son:
| Localidad               | Población |
| ----------------------- | --------- |
| San Pedro Pochutla      | 14 071    |
| Puerto Ángel            | 2 991     |
| San José Chacalapa      | 2 212     |
| Roque                   | 1 580     |
| Zipolite                | 1 360     |
| Benito Juárez           | 1 339     |
| San Miguel Figueroa     | 1 269     |
| San Isidro Apango       | 1 051     |
| Los Naranjos Esquipulas | 794       |
| Total municipio         | 48 204    |

## Política

### Representación legislativa
Para la elección de diputados locales al Congreso de Oaxaca y de diputados federales a la Cámara de Diputados federal, el municipio de San Pedro Pochutla se encuentra integrado en los siguientes distritos electorales:
Local:
- Distrito electoral local de 25 de Oaxaca con cabecera en San Pedro Pochutla.[4]

Federal:
- Distrito electoral federal 10 de Oaxaca con cabecera en Miahuatlán de Porfirio Díaz.[5]